# Nusa (Amanuban Barat)
Nusa is een bestuurslaag in het regentschap Timor Tengah Selatan van de provincie Oost-Nusa Tenggara, Indonesië. Nusa telt 2206 inwoners (volkstelling 2010).